# Ismael Kirui
Ismael Kirui, född 20 februari 1975 i Kapcherop, är en kenyansk f d friidrottare (medeldistanslöpare).
Kirui var bara årton år när han 1993 vann VM-guld på 5 000 meter i Stuttgart precis framför Haile Gebrselassie. Två år senare vid VM 1995 i Göteborg lyckades Kirui upprepa bragden och åter vinna guld på 5 000 meter. Kirui valde att avsluta sin karriär år 2000.